# Région de Mamou
La région de Mamou est une subdivision administrative de la Guinée. La ville de Mamou en est le chef-lieu.

## Géographie
La région de Mamou est limitrophe de trois régions guinéennes et frontalière du Sierra Leone au sud. Elle s'étend sur 17 074 km2 soit 6,9 % du territoire national.
| Labé   | Labé       | Faranah |
| Kindia | Mamou      | Faranah |
| Kindia | Nord-Ouest | Nord    |

## Préfectures
La région de Mamou est composée de trois préfectures :
- la préfecture de Dalaba
- la préfecture de Mamou
- la préfecture de Pita